# Frank Hindle
Frank Johnston Hindle (22 tháng 6 năm 1925 – 21 tháng 9 năm 2013) là một cầu thủ bóng đá người Anh, từng thi đấu ở vị trí hậu vệ tại Football League cho Chester và Bradford Park Avenue. Ông mất ở Newton Stewart, Scotland vào tháng 9 năm 2013 lúc 88 tuổi.